# حكومة المغرب 2024
حكومة المغرب 2024 أو حكومة أخنوش الثانية، يرأسها عزيز أخنوش.

## الوزراء
| الصورة | الوزارة                                                            | الوزير(ة)              | الحزب                     |
| ------ | ------------------------------------------------------------------ | ---------------------- | ------------------------- |
|        | رئيس الحكومة                                                       | عزيز أخنوش             | حزب التجمع الوطني للأحرار |
|        | الأمانة العامة للحكومة                                             | محمد حجوي              | بدون انتماء سياسي         |
|        | وزارة الداخلية                                                     | عبد الوافي لفتيت       | بدون انتماء سياسي         |
|        | وزارة الشؤون الخارجية والتعاون الإفريقي والمغاربة المقيمين بالخارج | ناصر بوريطة            | بدون انتماء سياسي         |
|        | وزارة الأوقاف والشؤون الإسلامية                                    | أحمد التوفيق           | بدون انتماء سياسي         |
|        | وزارة الصحة والحماية الاجتماعية                                    | أمين الطهراوي          |                           |
|        | وزارة الاقتصاد والمالية                                            | نادية فتاح العلوي      | حزب التجمع الوطني للأحرار |
|        | وزارة الفلاحة والصيد البحري والتنمية القروية والمياه والغابات      | أحمد البواري           | حزب التجمع الوطني للأحرار |
|        | وزارة السياحة والصناعة التقليدية والاقتصاد الاجتماعي والتضامني     | فاطمة الزهراء عمور     | حزب التجمع الوطني للأحرار |
|        | وزارة التربية الوطنية والتعليم الأولي والرياضة                     | محمد سعد برادة         | حزب التجمع الوطني للأحرار |
|        | وزارة التعليم العالي والبحث العلمي والابتكار                       | عز الدين ميداوي        |                           |
|        | وزارة الإدماج الاقتصادي والمقاولة الصغرى والشغل والكفاءات          | يونس سكوري             | حزب الأصالة والمعاصرة     |
|        | وزارة العدل                                                        | عبد اللطيف وهبي        | حزب الأصالة والمعاصرة     |
|        | وزارة إعداد التراب الوطني والتعمير والإسكان وسياسة المدينة         | فاطمة الزهراء المنصوري | حزب الأصالة والمعاصرة     |
|        | وزارة الانتقال الطاقي والتنمية المستدامة                           | ليلى بنعلي             | حزب الأصالة والمعاصرة     |
|        | وزارة الشباب والثقافة والتواصل                                     | محمد مهدي بنسعيد       | حزب الأصالة والمعاصرة     |
|        | وزارة التجهيز والماء                                               | نزار بركة              | حزب الإستقلال             |
|        | وزارة النقل واللوجيستيك                                            | عبد الصمد قيوح         | حزب الإستقلال             |
|        | وزارة الصناعة والتجارة                                             | رياض مزور              | حزب الإستقلال             |
|        | وزارة التضامن والإدماج الاجتماعي والأسرة                           | نعيمة بن يحيا          |                           |

## الوزراء المنتدبون
|  | الوزارة                                                                                         | الوزير(ة)            | الوزارة الأصلية         | الحزب                     |
|  | ----------------------------------------------------------------------------------------------- | -------------------- | ----------------------- | ------------------------- |
|  | الوزير المنتدب لدى رئيس الحكومة المكلف بإدارة الدفاع الوطني                                     | عبد اللطيف لوديي     | رئيس الحكومة            | مستقل                     |
|  | الوزير المنتدب لدى رئيس الحكومة المكلف بالاستثمار والالتقائية وتقييم السياسات العمومية          | كريم زيدان           | رئيس الحكومة            |                           |
|  | الوزير المنتدب لدى رئيس الحكومة، المكلف بالعلاقات مع البرلمان، الناطق الرسمي باسم الحكومة       | مصطفى بايتاس         | رئيس الحكومة            | حزب التجمع الوطني للأحرار |
|  | الوزيرة المنتدبة لدى رئيس الحكومة المكلفة بالانتقال الرقمي وإصلاح الإدارة                       | أمل الفلاح السرغوشني | رئيس الحكومة            |                           |
|  | الوزير المنتدب لدى وزيرة الاقتصاد والمالية، المكلف بالميزانية                                   | فوزي لقجع            | وزيرة الاقتصاد والمالية | مستقل                     |
|  | كاتبة دولة مكلفة بالصيد البحري لدى وزير الفلاحة والصيد البحري والتنمية القروية والمياه والغابات | زكية الدريوش         |                         |                           |
|  | كاتب للدولة لدى وزير الصناعة والتجارة، المكلف بالتجارة الخارجية                                 | عمر احجيرة           |                         |                           |